# Salles-Lavalette
Salles-Lavalette ist eine französische Gemeinde mit 311 Einwohnern (Stand: 1. Januar 2022) im Département Charente in der Region Nouvelle-Aquitaine. Die Gemeinde gehört zum Arrondissement Angoulême und zum 2017 gegründeten Gemeindeverband Lavalette Tude Dronne. Die Einwohner werden Sallesiens genannt.

## Geografie
Salles-Lavalette liegt im Süden der historischen Provinz Angoumois, etwa 35 Kilometer südsüdöstlich von Angoulême an der Lizonne. Umgeben wird Salles-Lavalette von den Nachbargemeinden Vaux-Lavalette im Norden, Vendoire im Nordosten, Nanteuil-Auriac-de-Bourzac im Osten, Palluaud und Montignac-le-Coq im Süden, Juignac im Westen und Südwesten sowie Montmoreau im Westen und Nordwesten.

## Bevölkerungsentwicklung
| Jahr                       | 1962 | 1968 | 1975 | 1982 | 1990 | 1999 | 2006 | 2017 |
| Einwohner                  | 539  | 503  | 385  | 362  | 365  | 360  | 334  | 352  |
| Quellen: Cassini und INSEE |      |      |      |      |      |      |      |      |

## Sehenswürdigkeiten

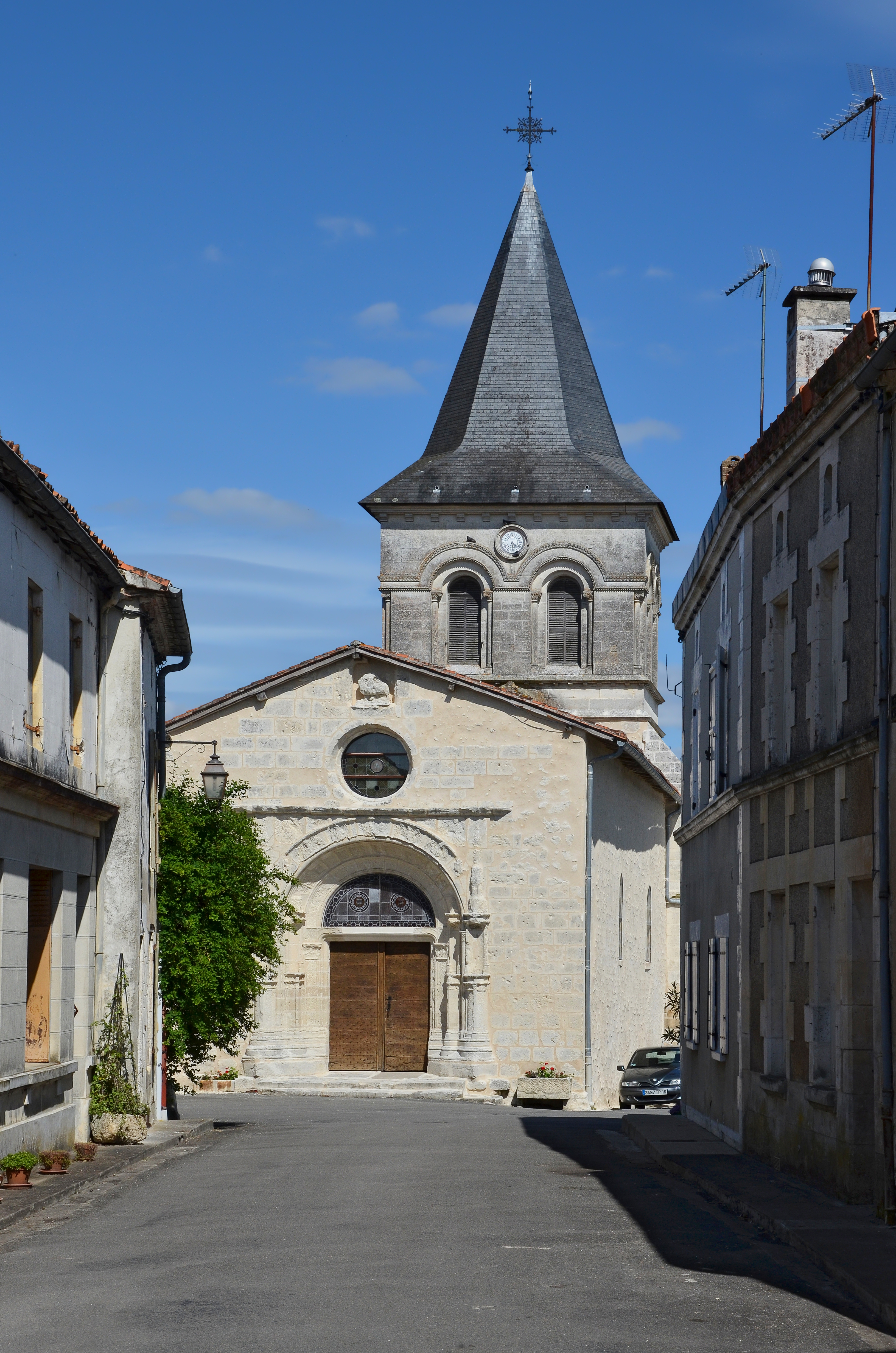
Kirche Saint-Martin

- Kirche Saint-Martin
- Mehrere Mühlen an der Lizonne